# Mozgássérült Emberek Rehabilitációs Központja
A MEREK országos hatáskörű szociális intézmény, mely mozgássérült emberek komplex rehabilitációjával foglalkozik nappali és bentlakásos formában. Fenntartója az Emberi Erőforrások Minisztériuma. A komplex rehabilitáció folyamatában a különböző szakterületek (egészségügy, mozgásterápia, pszichológia, pedagógia, foglalkozási rehabilitáció, szociális munka) együtt dolgoznak a klienssel annak érdekében, hogy a közösen kitűzött rehabilitációs célok minél hatékonyabban megvalósuljanak. A rehabilitációs célok a kliens lehetőség szerinti önálló magán- és társadalmi életét, munkavállalását, társadalmi integrációját szolgálják. A rehabilitációs folyamat egyénre szabottan, a működő képességeket és nehézségeket egyaránt feltáró, célokat és feladatokat rögzítő, a kliensek által is elfogadott egyéni fejlesztési terv, egyéni rehabilitációs program alapján történik.
A MEREK Budapest II. kerületében található. Az intézmény mind akadálymentes közösségi közlekedéssel, mind gépkocsival jól megközelíthető, környezetében az akadálymentes közlekedés feltételei az utóbbi években kialakultak, s így számos közigazgatási, egészségügyi, szociális és művelődési szolgáltatás mozgássérült emberek számára is elérhetővé vált.
A Holnap Háza Nappali Rehabilitációs Központban megvalósuló nappali rehabilitáció során a Budapesten és környékén élő mozgássérült emberek vehetnek részt a munkaképességüket és önálló életüket támogató szolgáltatásokban egyéni időrend szerint. A bentlakásos rehabilitáció keretében a kliensek – elsősorban súlyosan mozgássérült emberek – a rehabilitációs céljaik eléréséig, de legfeljebb három évig kaphatnak szolgáltatást.

## Története
Az intézmény – a főváros egy 1881-es határozata, majd az azt követő évek előkészítő munkája alapján – 1888. május 8-án nyitotta meg kapuit Budapest II. kerületében, mint „Budapest Székes-fővárosi Községi Szeretetház” az akkori címén Nagy-Rókus utcza 36. szám (ma Marczibányi tér 3.) alatti bérelt ingatlanban. Az akkor már háromszintes, leginkább nyaralónak használt ház dr. Degen Gusztáv jogász, országgyűlési képviselő tulajdonában állt. A Budapest rossz magaviseletű, elhanyagolt gyerekeit nevelő intézmény első igazgatója Szőts András volt, s kezdetben mintegy 60 fiatal számára biztosított bentlakásos iskolát és mellette folytonos elfoglaltságot (ház körüli munkák, szakma elsajátítása, szervezett szabadidős programok). Az intézményt 1919-ben eredményei ellenére átalakították szociális otthonná nők számára. 1932-től újfent árvaházként működött, majd a II. világháború után megint idős és özvegy asszonyokat gondoztak itt egészen 1951-ig.
Ez az év egyben államosítást is jelentett, s hadirokkantakat helyeztek el az immár Állami Hadirokkant Otthon nevű intézményben. A korábbi tervvel – mely a hadirokkantak integrációját célozta meg – ellentétben az intézmény csupán ápolás-gondozást nyújtott, s egyre nagyobb számú ember egyre többféle betegséggel élt itt, miközben megfelelő ellátó szakszemélyzet nem állt rendelkezésre. 1966-ra a zsúfoltság megszűnt, az itt élők elkerültek a számukra speciálisan kialakított, szegregált szakintézményekbe, s eközben az addig Újpesten élő mozgássérült lányok 1958-ban alapított Állami Szociális Otthona költözött a Marczibányi téri ingatlanba. Ekkor még 50 hadirokkant élt az 1955-ben hátsó traktussal (mai „C" épület) bővített épületben. 1971-től Állami Szociális Intézet néven működött tovább az intézmény. Mivel a főépület nem volt akadálymentes, ezért már akkor felmerült egy új lakószárny, a későbbi „B” épület építésére. A terveket dr. Polinszky Tibor építész tervezte 1973 ban a Középülettervező Vállalatnál (KÖZTI) Az első akadálymentes közintézmény végül is 1978-ban nyitotta meg kapuit eredetileg 192 férőhellyel (terv szerint 200 férőhellyel). Polinszky egyúttal a teljes intézményre, minden körülményt figyelembe vevő átfogó tervet készített. Az átfogó bővítéses felújítás nem készült csak a létszám bővítés. Polinszky tervei szerint akadálymentessé tették a "C" épületszárnyat, de e tervből se valósult meg a kertrehabilitáció és ne,m készült el a befedhető medence az "A" és "C" épület között. Pénz hiányában végül is  a főépületet lebontás helyett 1988-1989-ben felújították a KÖZTI tervei (Polinszky Tibor – Horváth Lajos). Ezzel párhuzamosan alakították ki a „C" épület tetőterében az átmeneti szállásokat is.
1988-tól Mozgássérültek Állami Intézete lett az új név, s a korábbi túlzsúfolt tartós bentlakás helyett a rehabilitációt tűzte ki fő feladatául az intézmény egy fiatal szociális szakember, Lévai Péter vezetése alatt. Az új irányjelentős fordulatot hozott az intézmény életébe: átmeneti és tartós munkalehetőséget biztosított az intézmény, 1990-ben civil szervezetként megalakult az Addetur (Adj Hozzá!) Alapítvány, s jelentős nemzetközi kapcsolatok alakultak ki, melyek révén korszerű rehabilitációs eszközöket is be tudtak szerezni. A mozgássérült emberek önálló civil érdekképviseleti szervezetet hoztak létre az intézmény falai között (ÖNÉ Önálló Életért Egyesület), s parasport-egyesület is létrejött (MÁI SE). Az intézmény igazgatója 1992 és 2001 között Rimóczi Rudolf pedagógus-kertészmérnök, 2001-től Kogon Mihály szociálpolitikus.
Az új irányultságot kifejező Mozgássérült Emberek Rehabilitációs Központja (MEREK) nevet 2008-ban vette fel az intézmény.

## A szolgáltatások kialakulása, fejlődése
A rehabilitációs szolgáltatás mellett 2002-2003-ban pályázati pénzből két lakóotthont sikerült kialakítani 8-8 férőhellyel Budapest XI. kerületében a Gazdagréti lakótelepen és a VIII. kerületben, a Népszínház utcában, melyek akadálymentes átmeneti lakásként azóta is működnek a részben önállósult mozgássérült kliensek számára.
A felnőtt mozgássérült emberek számára Magyarország első ambuláns rehabilitációt biztosító intézménye európai uniós forrásból épült fel, s Holnap Háza Nappali Rehabilitációs Központ néven nyitotta meg kapuit 2007 decemberében a korábbi „D” épület helyén.
A korábban foglalkoztató műhelyként funkcionáló un. „Faház”-ban először 2005-től egy Phare program keretében nyílt meg segédeszköz műhely, mely egy kiemelt európai uniós programból kibővítve 2010-től Guruló Műhely néven működik. A 2008-2012-ig tartó un. Guruló Projekt egyben lehetőséget adott a nemzetközi kapcsolatok újjáélesztésére és újak létesítésére is az Európai Unió országaival, elsősorban a skandináv országokkal, és a határon túli magyarság szervezeteivel.
1993-ban az Addetur Alapítvány létrehozta az Addetur Iskolát a főépület első és második emeletén. A célcsoport eredetileg a rehabilitációban részt vevő, súlyosan mozgássérült emberek közoktatása, szakképzése volt, de az évek során egyre több budapesti mozgássérült és nem-mozgássérült, valamint tanulási nehézségekkel küzdő diák is felvételét kérte. A MÁI Hermina úti bentlakásos telephelyén (Budapest XIV. Hermina út 45.) a Kós Károly Gimnázium tagintézményeként valósult meg a gimnáziumi oktatás a mozgássérült diákok számára. A gimnázium 2001-ben átköltözött a Marczibányi térre, s az Addetur Iskola része lett. Az akkor bezárt Róheim-villa, Tisza István korábbi miniszterelnök lak- és meggyilkolásának helye, sokáig üresen állt. 2018-ban a kormány döntött felújításáról, és átadta a Magyar Corvin-lánc testületének.
Az Addetur Alapítvány 2000-ben hozta létre a Budapesthez közeli Ecseren a Mozgássérültek Integrált Társas Otthonát pályázati pénzből. Az önálló, összkomfortos, egyedileg akadálymentesített lakrészekben 5 mozgássérült család él. Munkalehetőséget a környékbeli védett foglalkoztatóknál és integrált munkahelyeken találnak az itt élők.

## Küldetése
A MEREK célja a mozgássérült emberek társadalmi integrációjának elősegítése az általa nyújtott komplex rehabilitációs szolgáltatások révén, valamint
- a korszerű szolgáltatásnyújtás,
- a folyamatos módszertani és minőségfejlesztés,
- és az ezekből származó eredmények rendszeres bemutatása által,
- a MEREK-ben végzett rehabilitációs munka, és a felnőtt rehabilitáció fontosságának elismertetése – a fogyatékos emberek társadalmi integrációját elősegíteni hivatott – szakmai fórumokon.

Mindezen célok elérését nagymértékben segíti a MEREK innovációs, pályázati tevékenysége. Az utóbbi időszakban ehhez különösen hozzájárult a TÁMOP 1.4.2 Guruló projekt, az AT (Assistive Technology, támogató technológiák) és az FNO módszertan továbbfejlesztésével, valamint regionális hálózat kiépítésével. Ezek a fejlesztések lehetőséget biztosítottak arra, hogy a MEREK tevékenységét kiterjessze Budapesten kívülre is.

## Szakmai munka
Nyújtott rehabilitációs szolgáltatások: 
- támogatási szükséglet komplex felmérése,
- egyéni és csoportos mozgásterápia,
- utcai közlekedés támogatása,
- segédeszköz-szükséglet felmérése,
- egyénileg adaptált segédeszközök gyártása, javítása,
- elhelyezés (lakhatás és étkezés) akadálymentes környezetben, 1-4 ágyas szobákban,
- személyi segítés,
- egyéni és csoportos pszichológiai segítségnyújtás,
- szociális munka a klienssel és támogató környezetével, érdekképviselet,
- munkavállalási tanácsadás,
- megváltozott munkaképességű és fogyatékos emberek átmeneti és tartós foglalkoztatása,
- egyéni képességfejlesztés,
- önálló életet segítő tematikus csoportfoglalkozások,
- sportolási lehetőség,
- szabadidős programok,
- önszerveződő csoportok támogatása, akadálymentes konferenciaterem,
- középfokú oktatást és felnőttképzési programok biztosítása az intézmény területén lévő, vele szorosan együttműködő Addetur Iskolán keresztül.

A MEREK által 2010-ben létrehozott Guruló Műhelyhálózat a mozgássérült emberek által használt segéd- és sporteszközök egyedi adaptációjával, javításával, átalakításával, valamint kölcsönzésével foglalkozik az ország régióiban. A műhelyhálózat módszertani és fejlesztő központja Budapesten, a MEREK területén van. Az eszközökre vonatkozó igényt az un. FNO-módszer szerint mérik fel a szakemberek (mozgásszervi orvos, műszerész, mozgásterapeuta), a klienssel közösen. 
Az intézmény az általa alapított és vele szorosan együttműködő Addetur Alapítványon keresztül működteti a Holnap Háza Nappali Rehabilitációs Központot, két átmeneti bentlakást biztosító intézményt, valamint egy tartós bentlakást biztosító lakóotthont.
Szolgáltatásait pályázatok és partnerségek segítségével folyamatosan fejleszti. Munkatársai részt vesznek a fogyatékos emberek rehabilitációjával foglalkozó módszertani testületekben, szakmai konferenciákon és beszélgetésekben, valamint a területet érintő jogszabály-változások véleményezésében is. Az intézmény a Funkcióképesség, Fogyatékosság és Egészség Nemzetközi Osztályozása (FNO)] gyakorlati alkalmazásának egyik kísérleti terepe.
A MEREK több felsőoktatási intézmény számára szolgál gyakorlati terephelyül. Fontosnak tartják az integráció és az esélyegyenlőség eszméjének terjesztését, jó kapcsolatokra törekszenek a helyi közösséggel. A MEREK tagja az Európai Rehabilitációs Platformnak, s ISO 9001-es minőségbiztosítási tanúsítvánnyal is rendelkezik. 
Jelenleg mintegy 100 rehabilitációs és tartós elhelyezett mozgássérült ember veszi igénybe az intézmény szolgáltatásait. A nappali intézménynek 110 kliense van, az átmeneti intézményekben összesen 13-an élnek. A dolgozói összlétszám 110 fő, mellettük számos önkéntes is segíti a napi munkát. Civil szervezetek és vállalkozások egyaránt szívesen jönnek az intézménybe önkéntes munkát végezni csapatépítés céljából.
A szolgáltatásnyújtás jogszabályi keretét a Szociális igazgatásról és szociális ellátásokról szóló 1993. évi III. törvény, valamint annak végrehajtási rendeletei nyújtják.

## Jelentkezés
A MEREK szolgáltatásait azon 14. életévét már betöltött, az öregségi nyugdíjkorhatárt még el nem ért mozgássérült emberek vehetik igénybe, akiknek társadalmi re/integrációja érdekében rehabilitációs szolgáltatások igénybevételére van szükségük, de arra lakóhelyük, illetve a helyi szolgáltatási rendszer adottságai miatt nincs módjuk. Ennek megfelelően fiatalabb és idősebb, súlyosan sérült és teljesen önellátó, veleszületett és későbbi életkorban szerzett sérüléssel rendelkező klienseknek egyaránt nyújt szolgáltatásokat. 
Az intézménybe való jelentkezés folyamatos, annak menetéről és feltételeiről bővebb információ az intézmény elérhetőségein található.

## Külső hivatkozások
- A MEREK hivatalos honlapja Archiválva 2012. augusztus 15-i dátummal a Wayback Machine-ben
- A Holnap Háza Nappali Rehabilitációs Központ honlapja
- Az Addetur Alapítvány honlapja Archiválva 2012. augusztus 7-i dátummal a Wayback Machine-ben
- A Guruló Műhelyhálózat honlapja Archiválva 2012. június 28-i dátummal a Wayback Machine-ben
- https://www.facebook.com/gurulomuhely
- FNO
- European Platform for Rehabilitation
- https://web.archive.org/web/20101110135006/http://www.magyarhirlap.hu/kultura/omladozo_epiteszeti_kincs_zugloban.html
- http://www.muemlekem.hu/muemlek?id=11581